# Escut tunelador

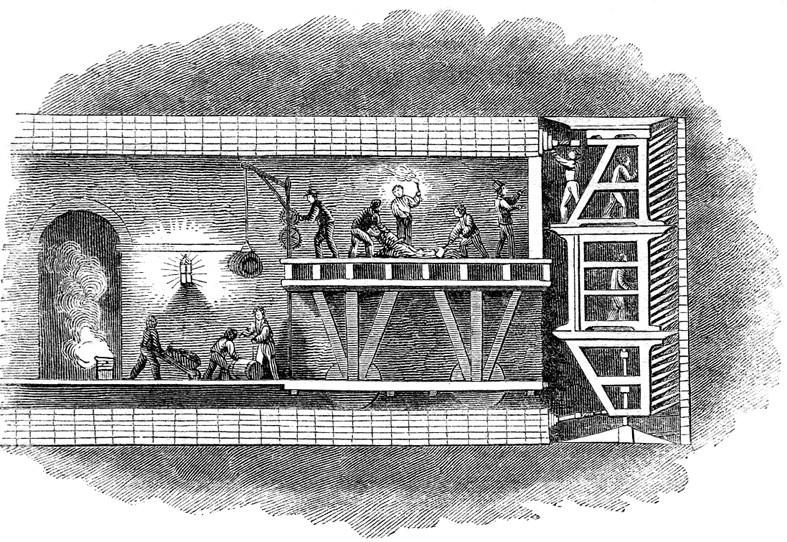
Vista lateral de l'escut tunelador (a la dreta de tot) utilitzat per construir el Thames Tunnel; l'estructura de suport permanent de totxo està construïda immediatament al darrere.

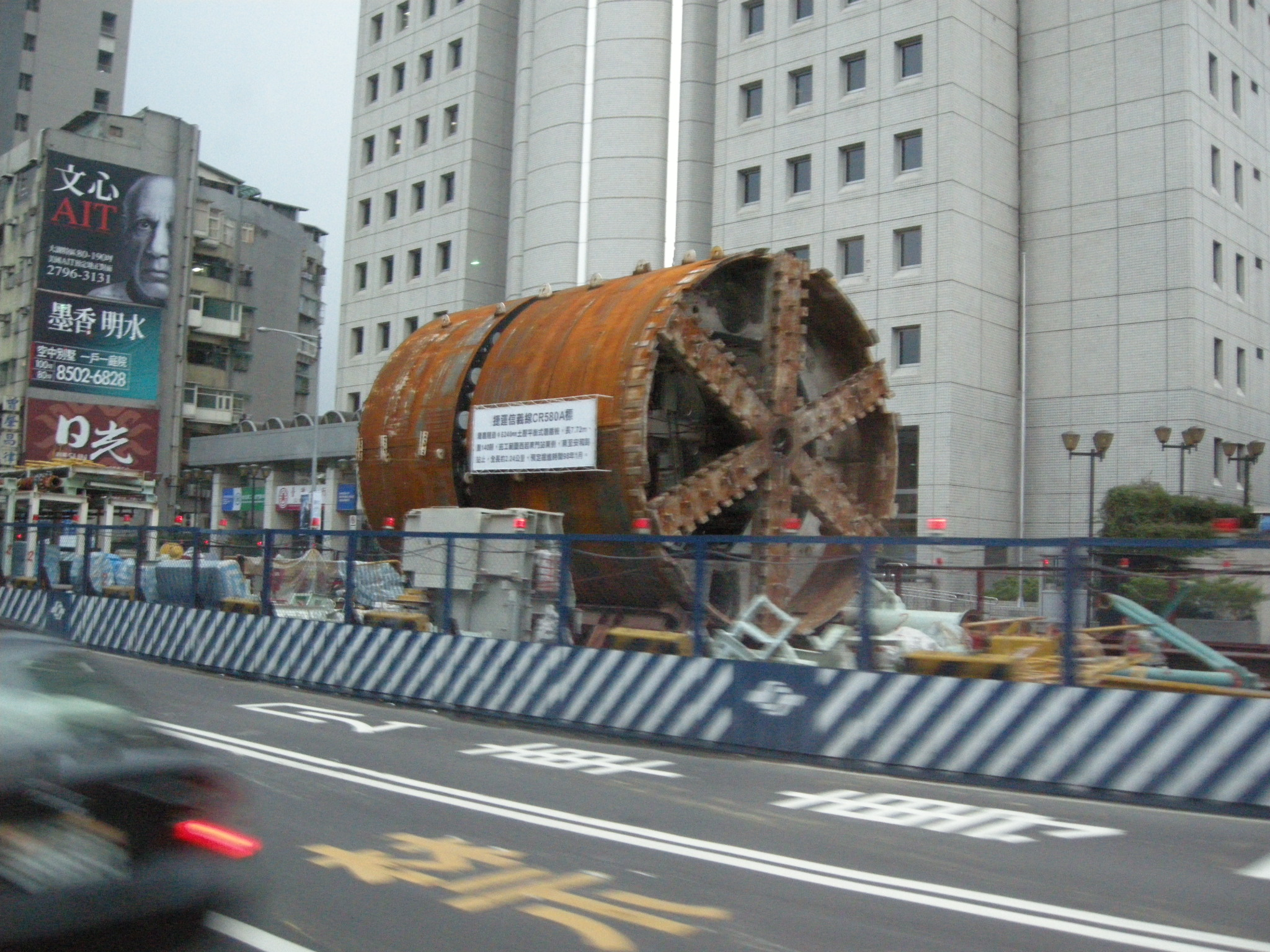
L'escut tunelador utilitzat per la construcció de la Línia Xinyi del sistema de Metro de Taipei a Taiwan.

Un escut tunelador és una estructura protectora utilitzada en l'excavació de túnels. Quan es perfora terra massa tou, fluid, o inestable per qualsevol motiu, hi ha un risc per als treballadors i per al projecte per materials que cauen o per un col·lapse. L'escut tunelador serveix d'estructura temporal de suport. Es col·loca durant el temps (normalment curt) entre l'excavació del túnel i el moment en què es pot folrar amb una estructura permanent de suport. Aquesta estructura permanent pot ser de formigó, ferro o acer.

## Història
El primer escut tunelador reeixit va ser desenvolupat per Sir Marc Isambard Brunel i patentat per ell i Lord Cochrane el gener de 1818. Brunel i el seu fill Isambard Kingdom Brunel el van utilitzar per excavar el Thames Tunnel a partir de 1825 (encara que el túnel no va ser obert fins al 1843). Es diu que Brunel es va inspirar per al seu disseny en la closca de la broma (Teredo navalis), un mol·lusc que té una gran eficàcia perforant fusta submergida, i que va observar mentre treballava en unes drassanes. L'escut va ser construït per Maudslay, Sons & Field de Lambeth, London, que també van construir les bombes de vapor per treure aigua del túnel.
El disseny original de Brunel el va millora substancialment Peter W. Barlow durant la construcció del Tower Subway sota el riu Tàmesi al centre de Londres el 1870. Probablement la innovació més crucial del disseny de Barlow era que tenia un perfil transversal circular (a diferència de Brunel, que el tenia circular), que a la vegada el feia més senzill de construir i li donava més capacitat de suportar el pes del terra circumdant. L'escut era de 2.2 metres de diàmetre.
El disseny de Barlow va ser ampliat i millorat per James Henry Greathead per la construcció de la City and South London Railway (avui part de la Northern Line del Metro de Londres) el 1884, amb túnels de 3.1 metres de diàmetre.
El seu sistema es va utilitzar també per la perforació dels túnels de 3,7 metres de diàmetre per al Waterloo & City Railway, que van obrir-se el 1898; va ser enginyer adjunt al projecte fins a la seva mort. Els túnels de l'estació de la City (ara coneguda com a Bank) eren els escuts tuneladors de diàmetre més gran de tot el món en la seva època, feien 70 metres.
Fins avui, la majoria d'escuts tuneladors encara estan basats més o menys en el de Greathead.
Un escut Greathead original utilitzat en l'excavació de les línies subterrànies més profundes continua al seu lloc en túnels sense ús a sota de l'estació de Moorgate.

## Escut tunelador manual

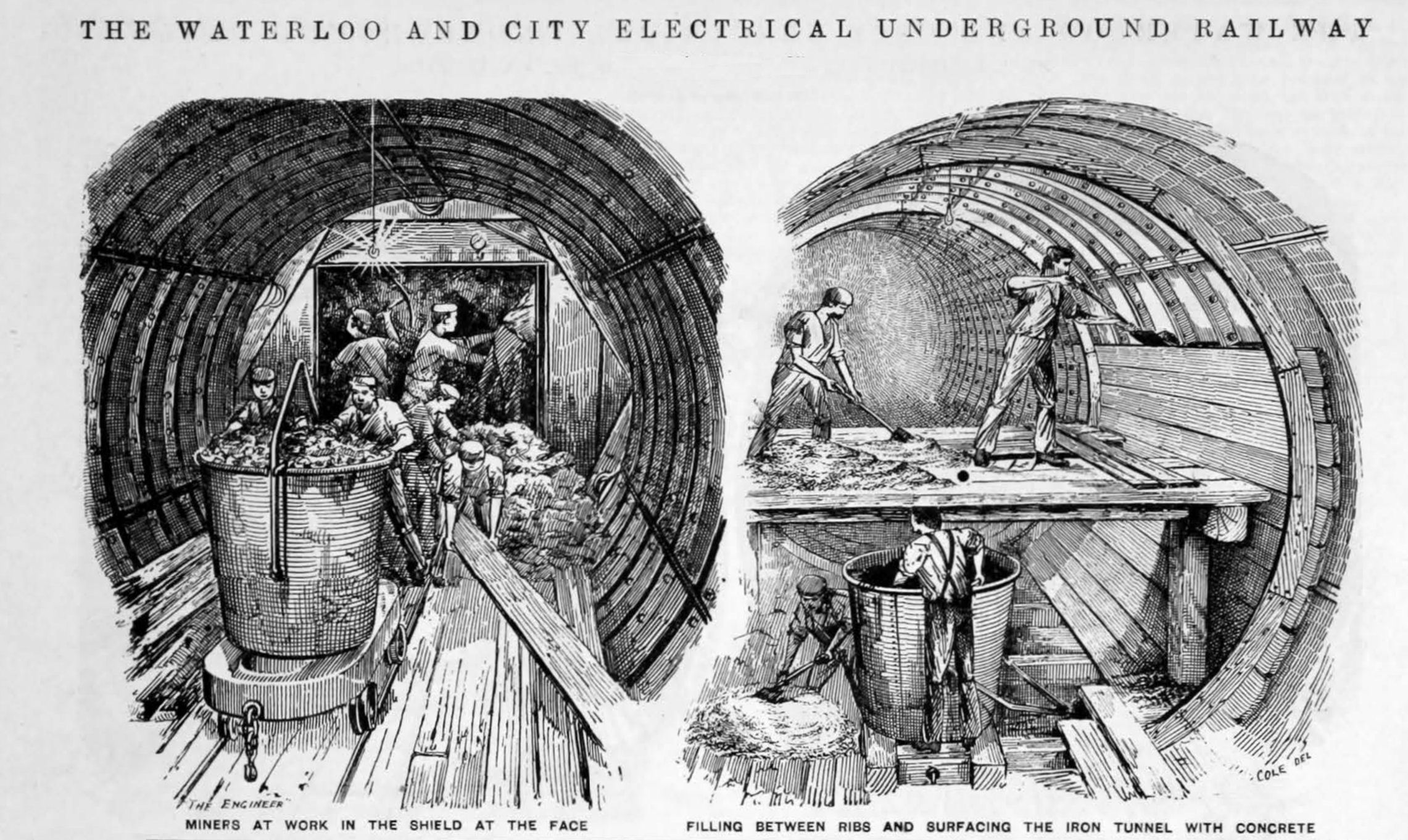
L'escut tunelador de Greathead utilitzant-se en el Waterloo & City Railway

En els primers escuts tuneladors, l'escut funcionava per manera de protegir els peons que cavaven i movien l'escut endavant, substituint-lo progressivament per les seccions de la paret de túnel pre-construïdes. Els primers túnels profunds pel Metro de Londres es van construir d'aquesta manera. L'escut dividia el front de treball en porcions solapades que cada treballador podria excavar.

## Màquines tuneladores modernes
Una màquina tuneladora (TBM) consisteix en un escut (un cilindre de metall gran) i mecanismes de suport que el segueixen.
Es col·loca una roda giratòria tallant a l'extrem davanter de l'escut. Darrere de la roda tallant es troba una cambra on el terra excavat o bé es barreja amb fang (anomenada TBM de fang) o es deixa igual (anomenada equilibri de pressió de terra o EPB), segons el tipus del TBM. L'elecció de cada tipus de TBM depèn de les condicions del sòl. També hi ha sistemes per l'extracció del terra (o del terra barrejat amb fang).
Darrere de la cambra hi ha un conjunt de jacks hidràulics suportats per la part acabada del túnel que s'utilitzen per empènyer endavant el TBM. Un cop s'ha excavat una distància segura (més o menys 1,5–2 metres), es construeix un anell de túnel nou l'erector. L'erector és un sistema rotatiu que agafa segments de formigó prefabricats i els col·loca en la posició desitjada.
Es poden trobar diversos mecanismes de suport darrere de l'escut, dins la part acabada del túnel, els quals són part del TBM: extracció de brutícia, conduccions de fang (si cal), habitacions de control, rails per al transport del segments de formigó prefabricats, etc.

## Folre
El folre del túnel és la paret del túnel. Normalment consisteix en segments de formigó prefabricats que formen anells. En els túnels del Metro de Londres, s'utilitzaven tradicionalment folres de ferro colat, mentre que de vegades se n'utilitzaven d'acer en altres llocs.

## Escuts tuneladors al Japó
Al Japó hi ha diverses aproximacions innovadores de l'escut tunelador, p. ex. el Doble-O-Tube o DOT-túnel. Aquest túnel sembla dos cercles encavalcats. Hi ha també escuts amb braços robotitzats que poden excavar un túnel virtualment de qualsevol forma.